# Park Marienthal

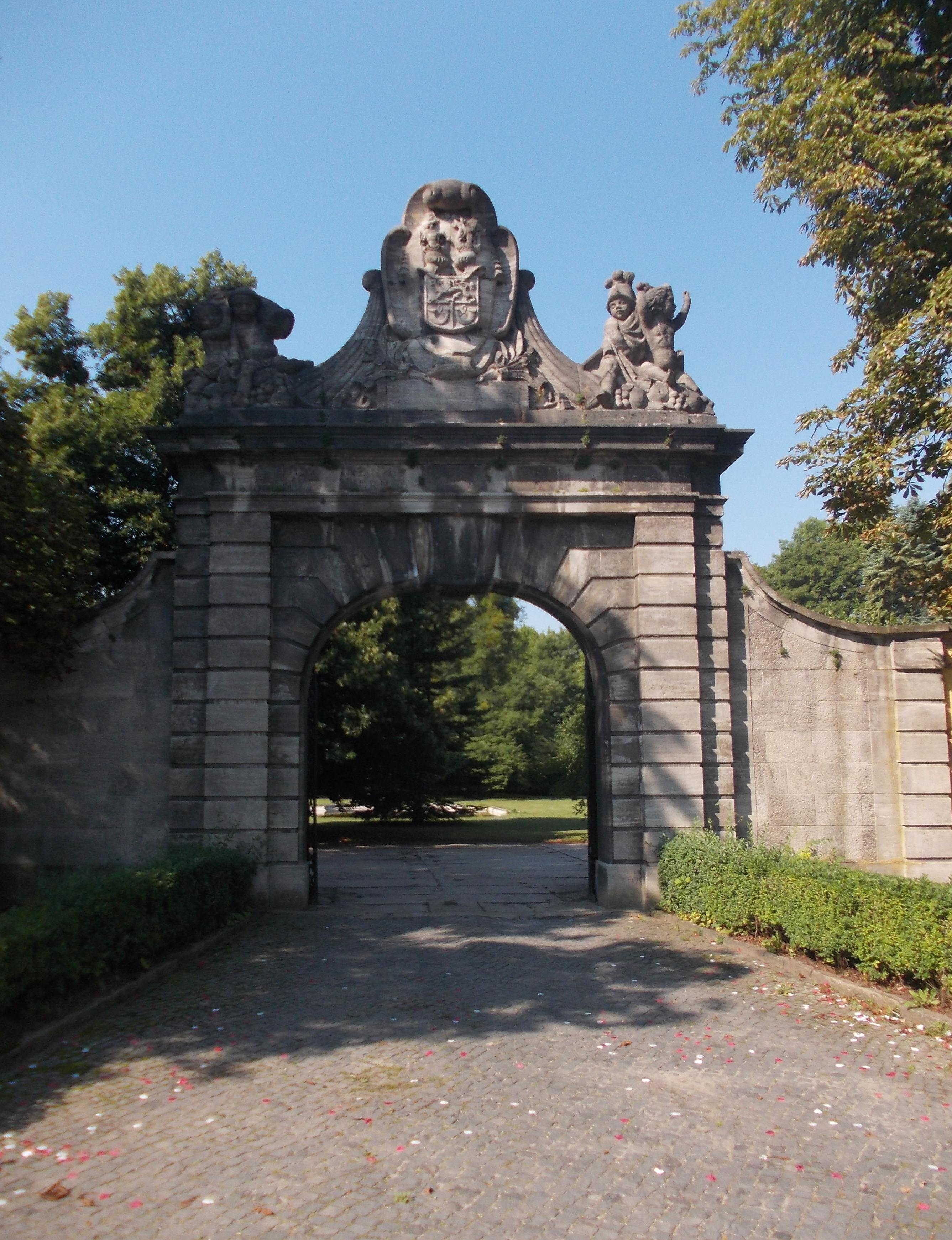
Toranlage mit Blick von der L 211

Der Park Marienthal ist ein denkmalgeschützter Park in Marienthal, einem Ortsteil der Stadt Eckartsberga im Burgenlandkreis in Sachsen-Anhalt. Im örtlichen Denkmalverzeichnis ist er gemeinsam mit dem Schloss Marienthal unter der Erfassungsnummer 094 81471 verzeichnet.

## Beschreibung
Der Park gehört zum ebenfalls unter Denkmalschutz stehenden Schloss Marienthal und wird im Westen durch den Klosterteich und den Rehbach begrenzt, im Osten durch die L 211. Erhalten geblieben sind ein Gartenhaus, ein Pavillon und Figurengruppen sowie einige barocke Grabsteine. Teile der Umfassungsmauer mitsamt einer aufwendigen Toranlage. Auf der anderen Straßenseite befinden sich einige Nebengebäude, wie die Gärtnerei mit einem Palmenhaus.
Bis zum 27. Mai 2020 wurde der Park als eigener Denkmalbereich geführt, gehört seit dem jedoch mit zum Schloss.